# فرد تايلور (لاعب كريكت)
فرد تايلور (1891 - 4 يوليو 1968) (بالإنجليزية: Fred Taylor)‏ هو لاعب كريكت بريطاني (وحمل سابقاً جنسية المملكة المتحدة لبريطانيا العظمى وأيرلندا).

## وصلات خارجية
- فرد تايلور على موقع إي آس بي آن كريك إنفو (الإنجليزية)